# 九人の乙女の像

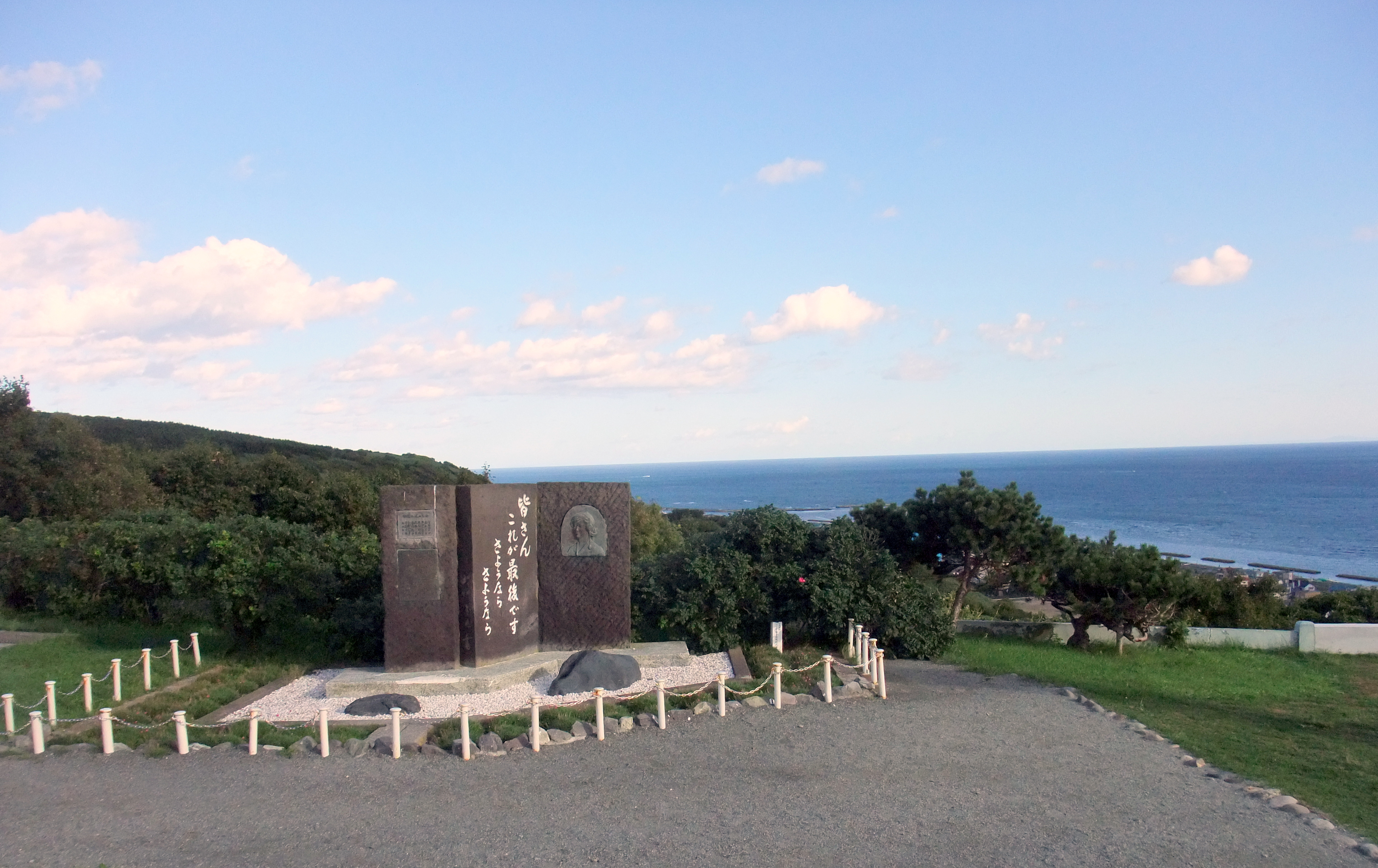
九人の乙女の像

九人の乙女の像（くにんのおとめのぞう）は、北海道稚内市の稚内公園内にある、1945年8月20日に樺太真岡郡真岡町の真岡郵便局で自決した9人の電話交換手の慰霊碑である。

## 概要
1945年8月20日、樺太真岡へのソ連軍侵攻に際し、真岡郵便電信局にて連絡業務のため残留していた電話交換手の女性12人のうちの9人が青酸カリなどを用い自決した。戦後、彼女らを英霊として顕彰しようとの機運が関係者・遺族の間に起こり、地元の樺太関係者と遺族の手によって氷雪の門と九人の乙女の像が建立され、ともに1963年8月20日に除幕された。
九人の乙女の像は、高さ1.8m、幅2.4m、登別石で三つ折りの屏風風に造られ、右側に本郷新が制作した交換手姿の乙女の像銅版レリーフをはめ込み、中央に当時の北海道知事町村金五の筆で乙女達の別れの言葉が、また、左側には9人の名前と碑文が刻まれている。
なお、9名は公務殉職として1973年3月31日付で勲八等宝冠章を受勲、靖国神社にも合祀されている。

## 碑文
慰霊碑の中央には、乙女達の別れの言葉「皆さん これが最後です さようなら さようなら」と刻まれている。ただし、同じく樺太にあった泊居郵便局の局長は『交換台にも弾丸が飛んできた。もうどうにもなりません。局長さん、みなさん…、さようなら。長くお世話になりました。おたっしゃで…。さようなら』だったと、碑文とは異なる証言を残している。
また、当初、慰霊碑左側の碑文には、全員が軍の命令で自決したように書かれていた。しかし、当時の真岡郵便局長は、自決は彼女ら自身の自発的なものとし、軍命令を自身や局側の責任ともども否定した。この元局長の主張には、年端もいかない交換手らが大量の青酸カリを用意できるはずがないと不信感を持つ遺族や、交換手らが勝手に死んだと言われているかのように感じ反発する遺族もいたという。
その後、公務殉職として叙勲しようとの機運が起こると、碑文は書き直され、死亡は殉職であるとされた。碑文では生存者については触れられていない。（参照：真岡郵便電信局事件#慰霊碑）

## 昭和天皇と香淳皇后の訪問

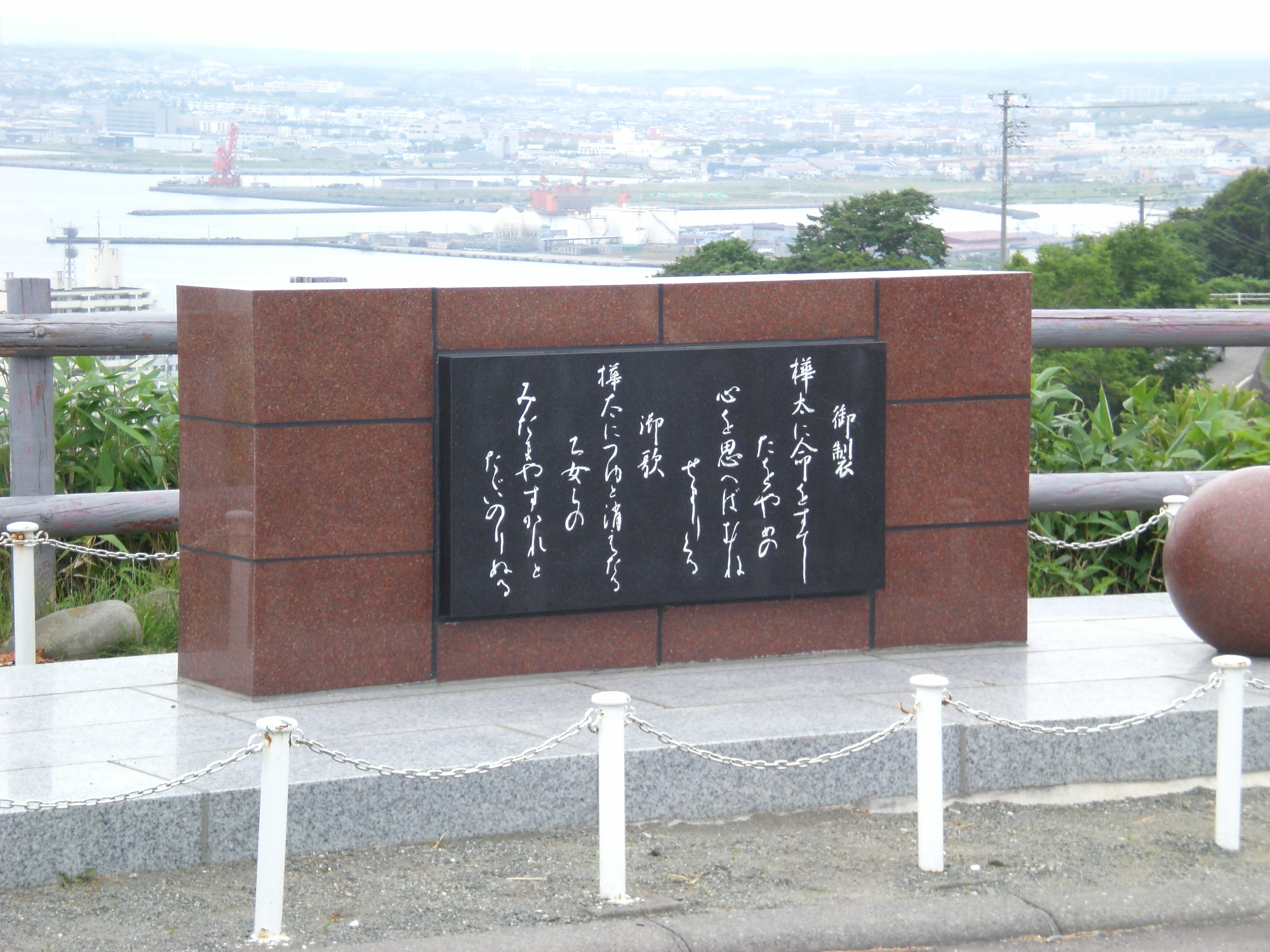
九人の乙女の像の傍にある、昭和天皇・香淳皇后の和歌の碑

- 1968年9月5日 - 昭和天皇と香淳皇后は稚内市を訪問し、氷雪の門と九人の乙女の像の前で深く頭を垂れた。後日宮内庁よりその時の感銘を和歌に託したことが公表された。
  - 御製「樺太に 命をすてし たをやめの 心を思へば むねせまりくる」
  - 御歌「樺太に つゆと消えたる 乙女らの みたまやすかれと たゞいのりぬる」